# Mistrzostwa Nordyckie w Zapasach 1981
Mistrzostwa odbyły się w fińskim mieście Pyhäjärvi, 21 marca 1981 roku.

## Tabela medalowa
Gospodarz zawodów został zaznaczony kolorem.
| Poz. | Państwo   |    |    |    | Łącznie |
| ---- | --------- | -- | -- | -- | ------- |
| 1    | Finlandia | 4  | 5  | 0  | 9       |
| 2    | Szwecja   | 4  | 3  | 2  | 9       |
| 3    | Norwegia  | 2  | 2  | 5  | 9       |
| 4    | Dania     | 0  | 0  | 3  | 3       |
|      | Łącznie   | 10 | 10 | 10 | 30      |

## Wyniki

### Styl klasyczny
| Konkurencja            | Złoto            | Srebro             | Brąz                |
| Kategoria do 48 kg     | Lars Rønningen   | Kent Andersson     | Finn Hansen         |
| Kategoria do 52 kg     | Reijo Haaparanta | Mikael van Ampt    | Kjell Y. Karlsen    |
| Kategoria do 57 kg     | Kari Keskinen    | Ronny Sigde        | Bjarne Nielsen      |
| Kategoria do 62 kg     | Benni Ljungbeck  | Pekka Vehvilaeinen | Morten Brekke       |
| Kategoria do 68 kg     | Gerry Svensson   | Mikka Viskari      | Atle Stoeve         |
| Kategoria do 74 kg     | Tapio Sipilä     | Trond Kvalheim     | Magnus Fredriksson  |
| Kategoria do 82 kg     | Klaus Mysen      | Jari Salomaeki     | Sören Claeson       |
| Kategoria do 90 kg     | Frank Andersson  | Jarmo Övermark     | Pal Berger          |
| Kategoria do 100 kg    | Keijo Manni      | Roger Oeberg       | Geir E. Sabel Olsen |
| Kategoria ponad 100 kg | Tomas Johansson  | Oiva Kaakko        | Bjoern Pedersen     |